# Diecezja Piazza Armerina
Diecezja Piazza Armerina (łac. Dioecesis Platiensis, wł. Diocesi di Piazza Armerina) – diecezja Kościoła rzymskokatolickiego we Włoszech, w południowej części Sycylii. Należy do metropolii Agrigento. Parafie diecezji leżą na terenie świeckich prowincji Enna i Caltanissetta. Diecezja została erygowana 3 lipca 1817 roku.